# Penisa griseipennis
Penisa griseipennis là một loài bướm đêm trong họ Noctuidae.